# Маскарадна маска
«Маскарадна маска» (англ. The Masquerader, інші назви — Putting One Over / The Female Impersonator / The Picnic) — короткометражний комедійний фільм 1914 року за участі Чарлі Чапліна.

## Сюжет
Чарлі — актор, який бере участь у зйомках фільму про вбивство. Однак користі від нього мало. Він тільки заважає процесу зйомок і тому режисер з тріском викидає його зі студії. Наступного дня тут з'являється красива світська дама, яка зачаровує режисера і той пропонує їй знятися у фільмі. Вона замикається в гримерці. Тим часом інші актори, незадоволені своєю другорядною роллю, кажуть, щоб він не перетворював студію в гарем. Режисер змушений погодитися. Він входить в гримерку і бачить там Чарлі. Виявляється, саме він переодягнувся в красиву леді, щоб проникнути на студію.

## У ролях
- Чарлі Чаплін — кіноактор
- Роско ’Товстун’ Арбакл — кіноактор
- Честер Конклін — кіноактор
- Чарльз Мюррей — кіноактор
- Джесс Денді — кіноактор
- Мінта Дарфі  — світська дама
- Ден Альбертс — режисер
- Сесіль Арнольд — акторка
- Біллі Беннетт — акторка
- Гелен Каррутерс — акторка